# Унтерэгг
Унтерэгг (нем. Unteregg) — община в Германии, в земле Бавария. 
Подчиняется административному округу Швабия. Входит в состав района Нижний Алльгой. Подчиняется управлению Дирлеванг.  Население составляет 1404 человека (на 31 декабря 2010 года). Занимает площадь 23,70 км².